# Diecezja Chipata
Diecezja Chipata (łac. Diœcesis Chipatensis) – diecezja rzymskokatolicka w Zambii. Powstała w 1937 jako apostolska prefektura Fort Jameson. Podniesiony do rangi wikariatu apostolskiego w 1953. Diecezja od 1959, pod obecną nazwą od 1968.

## Prefekci apostolscy i biskupi
- Fernand Martin MAfr. (1937–1946 prefekt apostolski)[a]
- Firmin Courtemanche MAfr. (1947–1953 prefekt apostolski, 1953–1959 wikariusz apostolski, 1959–1970 biskup diecezjalny)
- Medardo Joseph Mazombwe (1970–1996 biskup diecezjalny)
- George Zumaire Lungu (od 2002 biskup diecezjalny)